# Facultad de Ciencias Naturales (Universidad Nacional de Salta)
La Facultad de Ciencias Naturales es una de las facultades de la Universidad Nacional de Salta, ubicada en la ciudad de Salta.

## Carreras

### Grado
- Ingeniería Agronómica
- Ingeniería en Recursos Naturales y Medio Ambiente
- Geología
- Licenciatura en Ciencias Biológicas
- Profesorado en Ciencias Biológicas
- Tecnicatura Universitaria en Sistemas Productivos Ganaderos
- Tecnicaturas Universitaria en Enología y Viticultura

### Posgrado
- Maestría en Desarrollo de Zonas Áridas y Semiáridas
- Maestría en Riego y Uso Agropecuario del Agua
- Doctorado en Ciencias Geológicas
- Doctorado en Ciencias Biológicas
- Doctorado en Ciencias Agronómicas
- Diplomatura de Posgrado Enseñanza de las Ciencias Naturales para la Educación Secundaria
- Diplomatura de Posgrado en Minería
- Diplomatura de Posgrado Introducción a las Energías
- Diplomatura de Posgrado Prácticas de enseñanza y aprendizaje en la Universidad

## Organización
Las autoridades de facultad son:
- Decano: Julio Nasser
- Vicedecana: Marta Cristina Sanz
- Secretaría académica: Norma Rebeca Acosta
- Secretario técnico: Juan Gonzalo Veizaga Saavedra
- Secretaría de articulación institucional: Ana Liliana Zelarayán